# Laufen (Salzach)
Laufen er en by i den sydøstlige del af den tyske delstat Bayern, i Regierungsbezirk Oberbayern. Den ligger cirka 17 km nord for Salzburg ved floden Salzach, der er grænse til Østrig. På den anden side af floden ligger Oberndorf bei Salzburg. Laufen var indtil 1. juli 1972 administrationsby i den dengang nedlagte Landkreis Laufen.

## Geografi
Laufens omgivelser hører til alpeforlandet, der er et højland i 400 460 meters højde . Det nærmeste bjerg er Haunsberg på 836 m, 5 km mod sydøst i Salzburger Land; Floden Sur løber ud i Salzach i nærheden af byen.

### Nabokommuner
Udover Østrig grænser Laufen til følgende kommuner : Kirchanschöring, Petting (begge i Landkreis Traunstein), Saaldorf-Surheim (Landkreis Berchtesgadener Land).

### Inddeling
Den gamle bydel fra det 15. århundrede, er på de tre sider omgivet og beskyttet, af et sving på Salzach – Salzach-Flussschleife. Kun den sydlige afgrænsning med  „oberen Stadttor“ båtte befæstes med en bymur.
Resten af byens område er bebygget i det 20. århundrde. Ved områdereformen i 1972 fik Laufen blev adskillige småbyer indlemmet, den størst var Leobendorf ved Abtsdorfer See.